# 1900
- Wikisource

| Calendário gregoriano                                                        | 1900 MCM                            |
| Ab urbe condita                                                              | 2653                                |
| Calendário arménio                                                           | 1349 – 1350                         |
| Calendário bahá'í                                                            | 56 – 57                             |
| Calendário budista                                                           | 2444                                |
| Calendário chinês                                                            | 4596 – 4597 Início a 31 de janeiro  |
| Calendário copta                                                             | 1616 – 1617                         |
| Calendário etíope                                                            | 1892 – 1893                         |
| Calendários hindus - Vikram Samvat - Calendário nacional indiano - Cáli Iuga | 1955 – 1956 1821 – 1822 5000 – 5001 |
| Calendário Holoceno                                                          | 11900                               |
| Calendário islâmico                                                          | 1318 – 1319                         |
| Calendário judaico                                                           | 5660 – 5661 Início a 24 de setembro |
| Calendário persa                                                             | 1278 – 1279 Início a 21 de março    |
| Calendário rúnico                                                            | 2150                                |
| Calendário solar tailandês                                                   | 2443                                |

1900 (MCM, na numeração romana) foi um ano comum do século XIX que começou numa segunda-feira, segundo o calendário gregoriano. A sua letra dominical foi G. A terça-feira de Carnaval ocorreu a 27 de fevereiro e o domingo de Páscoa a 15 de abril. Segundo o horóscopo chinês, foi o ano do Rato, começando a 31 de janeiro.
| Evento                                                   | Data            | Hora  |
| -------------------------------------------------------- | --------------- | ----- |
| Aquário                                                  | 20 de janeiro   | 11:33 |
| Peixes                                                   | 19 de fevereiro | 02:02 |
| primavera no hemisfério norte e outono no hemisfério sul |                 |       |
| Carneiro/equinócio                                       | 21 de março     | 01:40 |
| Touro                                                    | 20 de abril     | 13:28 |
| Gémeos                                                   | 21 de maio      | 13:17 |
| verão no hemisfério norte e inverno no hemisfério Sul    |                 |       |
| Caranguejo/solstício                                     | 21 de junho     | 21:40 |
| Leão                                                     | 23 de julho     | 08:37 |
| Virgem                                                   | 23 de agosto    | 15:20 |
| Outono no Hemisfério Norte e Primavera no Hemisfério Sul |                 |       |
| Balança/equinócio                                        | 23 de setembro  | 12:21 |
| Escorpião                                                | 23 de outubro   | 20:56 |
| Sagitário                                                | 22 de novembro  | 17:48 |
| inverno no hemisfério norte e verão no hemisfério sul    |                 |       |
| Capricórnio/solstício                                    | 22 de dezembro  | 06:42 |

| UTC: Portugal Continental, Madeira, Guiné-Bissau e São Tomé e Príncipe Subtrair (-): 1 h nos Açores e Cabo Verde 2 h nas Ilhas oceânicas brasileiras 3 h em Brasília, em Goiás, na Amazônia Oriental Brasileira e no nordeste, sudeste e sul brasileiros 4 h na Amazônia Ocidental Brasileira, Mato Grosso e Mato Grosso do Sul 5 h no Acre e sudoeste do Amazonas Adicionar (+): 1 h em Angola e Guiné Equatorial 2 h em Moçambique 8 h em Macau 9 h em Timor-Leste. |
| Adicionar uma hora durante a vigência do horário de verão: Portugal Continental : |

| Ano completo                         |
| ------------------------------------ |
| Ano comum com início à segunda-feira |

De acordo com as regras do calendário gregoriano, o ano de 1900 foi o 3.º ano centenário depois de 1600 que não foi bissexto, no ciclo de 400 anos.
Foi o último ano do século XIX.

## Eventos
- O Presidente do Brasil, Campos Sales, visita a Argentina. É a primeira visita, em caráter oficial, de um Chefe de Estado brasileiro ao exterior.[1]
- Arthur Evans descobre a Civilização Minoica em Creta.

### Janeiro
- 14 de janeiro - é fundado o Instituto de Odivelas pelo Infante D. Afonso de Bragança.

### Maio
- 1 de maio - O diplomata brasileiro Barão do Rio Branco, obtém da Comissão de Arbitragem em Genebra, na Suíça, a concessão do território do Amapá disputado pelo Brasil e pela França. O território é incorporado ao Estado do Pará com o nome de Araguari.
- 14 de maio - os segundos Jogos Olímpicos Modernos abrem em Paris (como parte da Exposição Mundial de Paris).

### Dezembro
- 24 de dezembro - Os brasileiros são derrotados pelos militares bolivianos, que dissolvem a República do Acre.

## Nascimentos
- 1 de janeiro - Xavier Cugat, maestro espanhol-cubano (m. 1990).
- 3 de março - Ruby Dandridge, atriz americana (m. 1987).
- 6 de Março -  Joubert de Carvalho , Médico e Compositor (m. 1977)
- 8 de março - Louise Beavers, atriz estadunidense (m. 1962).
- 10 de março - Violet Brown, supercentenária jamaicana (m. 2017).
- 12 de março - Gustavo Rojas Pinilla, Presidente da República da Colômbia de 1953 a 1957 (m. 1975).
- 3 de abril - Camille Chamoun, presidente do Líbano de 1952 a 1958 (m. 1987)
- 12 de abril - Dumarsais Estimé, presidente do Haiti de 1946 a 1950 (m. 1953)
- 19 de abril - Duarte Pacheco, político português (m. 1943).
- 12 de Maio - Helene Weigel, Importante atriz de sua geração (m.1971.)
- 25 de junho - Louis Mountbatten, 1.º Conde Mountbatten da Birmânia (m. 1979)
- 29 de junho - Antoine de Saint-Exupéry, escritor, ilustrador e piloto francês (m. 1944).
- 12 de julho - Zenón Noriega Agüero, presidente do Peru em 1950 (m. 1957)
- 4 de agosto
  - Arturo Umberto Illia, presidente da Argentina de 1963 a 1966 (m. 1983).
  - Elizabeth Bowes-Lyon, a Rainha-Mãe de Elizabeth II. (m. 2002)
  - Nabi Tajima, supercentenária japonesa e decana da humanidade. (m. 2018)
- 3 de setembro - Urho Kekkonen, primeiro-ministro de 1950 a 1953 e de 1954 a 1956 e presidente da Finlândia de 1956 a 1982 (m. 1986).
- 29 de setembro - Miguel Alemán Valdés, presidente do México (m. 1983).
- 21 de dezembro - Luis Arturo González López, presidente da Guatemala em 1957 (m. 1965)

## Mortes
- 25 de janeiro - Adelaide de Hohenlohe-Langenburg, sobrinha da rainha Vitória do Reino Unido (n. 1835)
- 29 de julho - Humberto I, Rei da Itália (n. 1844)
- 16 de agosto - Eça de Queirós, escritor português (n. 1845).
- 25 de agosto - Friedrich Nietzsche, filósofo (n. 1844).
- 30 de novembro - Oscar Wilde, escritor irlandês (n. 1854).
- 24 de dezembro - Luciano Baptista Cordeiro de Sousa (n. 1844), escritor, historiador, político e geógrafo português.

## Por tema
- 1900 na arte
- 1900 no Brasil
- 1900 na ciência
- 1900 no cinema
- Desastres em 1900
- 1900 no desporto
- 1900 na informática
- 1900 no jornalismo
- 1900 na literatura
- 1900 na música
- 1900 na política
- 1900 na rádio
- 1900 no teatro
- 1900 na televisão